# Борхерс, Адольф
Адольф Борхерс (нем. Adolf Borchers; 10 февраля 1913, Вендхаузен — 9 февраля 1996, Оберштауфен) — немецкий ас люфтваффе времён Второй мировой войны, кавалер Рыцарского креста Железного креста, одержавший 132 воздушные победы, из них 127 на Восточном фронте. Брат Вальтера Борхерса, кавалера Рыцарского креста Железного креста и командира 3-й группы 5-й ночной истребительной эскадрильи, и Германа Борхерса, кавалера Рыцарского креста Железного креста и командира 1-го батальона 19-го моторизованного полка СС 9-й танковой дивизии СС «Хоэнштауфен».

## Биография
Уроженец Вендхаузена (близ Люнебурга).
В 1938 году вступил в легион «Кондор», который воевал в Испании, нёс там службу в ранге унтер-офицера.
Перед Второй мировой переведён во 2-ю эскадрилью 77-й истребительной эскадры (2./JG77, позднее переименована в 11./JG51). В её составе участвовал в боях в Польше, Франции и Великобритании, сбив пять вражеских самолётов на Западном фронте.
Во время операции «Барбаросса» Адольф проявил своё мастерство и довёл число побед до 23. Возглавил 8 октября 1942 года 11-ю эскадрилью 51-й эскадры, к концу 1942 года он довёл число своих побед до 38. В 1943 году женился на лыжнице Кристль Кранц. За 78 побед 22 ноября 1943 года он был награждён Рыцарским крестом Железного креста.
11 июня 1944 года гауптман Борхерс был переведён в 52-ю истребительную эскадру и назначен командиром I-й группы (I./JG52). Свою сотую победу он одержал 24 июля 1944 года в составе своей новой эскадры, а 2 сентября 1944 года, оформив 118-ю победу, довёл общее число побед эскадры до 10 тысяч.
1 февраля 1945 года Борхерс возглавил 3-ю группу 52-й эскадры (III./JG52). Сдался в плен американским войскам, позднее был отправлен в советский лагерь военнопленных.
Борхерс всего одержал 132 победы в более чем 800 вылетах: из них 127 пришлись на Восточный фронт.
После войны основал с женой лыжную школу, которой она руководила до 1987 года.

## Награды
- Почётный Кубок Люфтваффе (13 октября 1941)[5]
- Немецкий крест в золоте (15 октября 1942)[6]
- Железный крест 2-го и 1-го классов (1939)
- Рыцарский крест Железного креста (22 ноября 1943)[1][7]